# Jean Grillet
Jean III Grillet (né en 1666 mort à Aoste le 14 septembre 1730) est un ecclésiastique savoyard qui est évêque d'Aoste de 1729 à 1730.

## Biographie
Jean Grillet nait sans doute à Montmélian en Savoie où il est baptisé le 24 octobre 1666.Il entre chez les Dominicains, il est ordonné diacre le 5 mai 1689 et il devient un prédicateur célèbre. Ordonné prêtre le 23 octobre 1690, il est nommé au siège d'Aoste par Victor Amédée II de Savoie le 12 juillet 1729 et sa nomination est confirmée par le pape Benoit XIII le 3 octobre. Il est consacré par le Pape le 9 du même mois dans la chapelle Sainte Marie du Rosaire de Monte Mario en présence de Monseigneur Giovanni Battista Gamberucci évêque titulaire d'Amasea (de) et Monseigneur Nicola De Simoni évêque titulaire de Marciana (de). Il prend possession  de son évêché le 8 décembre 1729 mais il meurt le 14 septembre de l'année suivante et il est inhumé le 16 septembre 1730 dans sa cathédrale.
La mort de l'évêque est suivie d'une vacance du siège de douze ans liées aux querelles entre le Saint-Siège et la cour de Turin qui ne permettent pas la nomination d'un successeur.